# Dirk Geijsbeek Molenaar
Dirk Geijsbeek Molenaar (Hazerswoude, 9 oktober 1844 - Portland (Oregon), 11 maart 1920) was een Nederlands architect.
Geijsbeek Molenaar kwam ter wereld als zoon van fabrikant Samuel Geijsbeek Molenaar en Elizabeth Magdalena de Vijver. Omstreeks 1893 emigreerde hij naar de Verenigde Staten, nadat hij kort daarvoor tot lid van de Arnhemse gemeenteraad was gekozen.

## Lijst van werken
- 1881-1881 Nijmegen: Woonhuis, Verlengde Molenstraat
- 1883-1883 Berg en Dal: Chalet Stollenburg (voormalige paviljoen op de Internationale Koloniale en Uitvoerhandel Tentoonstelling in Amsterdam)
- 1884-1884 Nijmegen: Bewaarschool voor Minvermogenden
- 1884-1884 Nijmegen: Winkelpand met bovenwoning, Lange Hezelstraat 125-127
- 1889-1889 Arnhem: Machinefabriek
- 1891-1891 Leek: Stoomboterfabriek
- 1892-1892 Kesteren: Schoolgebouw